# Огородников Сергій Сергійович
Сергій Сергійович Огоро́дников (рос. Сергей Сергеевич Огородников; 21 січня 1986, м. Іркутськ, СРСР — 24 червня 2018) — російський хокеїст, центральний нападник. Майстер спорту

## Ігрова кар'єра
Вихованець хокейної школи «Олімпія» (Іркутськ), тренер — Сергій Огородніков; «Динамо» (Москва), тренер — Сергій Огородніков. Виступав за ХК МВД/ТХК (Твер), ЦСКА (Москва), «Салават Юлаєв» (Уфа), «Бріджпорт Саунд-Тайгерс» (АХЛ), «Пенсакола Айс-Пайлотс» (ECHL), «Металург» (Новокузнецьк), ХК «Гомель», «Автомобіліст» (Єкатеринбург), «Лада» (Тольятті), «Дизель» (Пенза), «Сариарка», ХК «Рязань», «Єрмак» (Ангарськ), «Подгале» (Новий Тарг).
У складі молодіжної збірної Росії учасник чемпіонату світу 2006. У складі юніорської збірної Росії учасник чемпіонату світу 2004.

## Досягнення
- Бронзовий призер чемпіонату Білорусі (2010)
- Срібний призер молодіжного чемпіонату світу (2006)
- Переможець юніорського чемпіонату світу (2004).

## Смерть
24 червня 2018 року трагічно загинув під час аварії на водному мотоциклі.